# 黑丁頓山公園

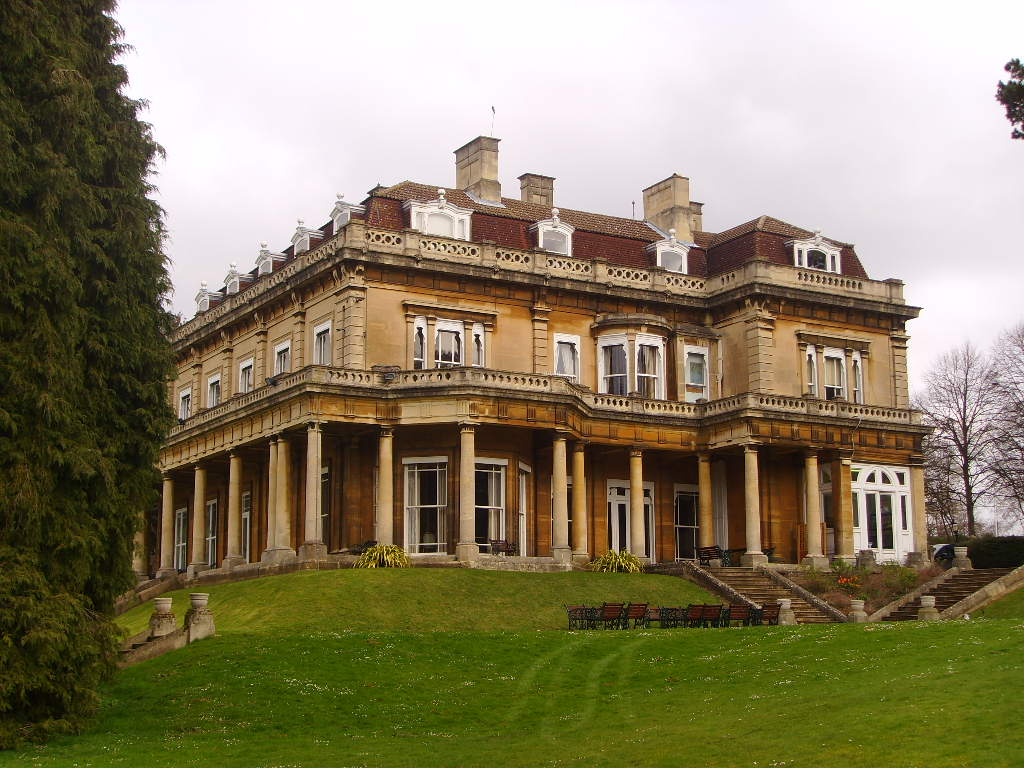
黑丁頓山圖書館

黑丁頓山公園 （英語：Headington Hill Park）是位於牛津東部黑丁頓山山頂的一個公園。牛津大學的黑丁頓山圖書館就位於該公園內。牛津前往倫敦的交通要道倫敦路從公園南部經過。公園西北400多公里為約翰·拉德克利夫醫院。